# Slag bij Burgos
De Slag bij Burgos, ook wel de slag bij Gamonal genoemd, werd op 10 november 1808 uitgevochten tijdens de Spaanse Onafhankelijkheidsoorlog tussen het Franse Keizerrijk en Spanje. Franse troepen onder bevel van maarschalk Jean-Baptiste Bessières overrompelde de Spaanse troepen onder bevel van de graaf van Belveder. Door de overwinning verkregen de Fransen toegang tot Centraal-Spanje.
De Spaanse koninklijke garde en de Waalse garde namen ook deel aan de slag. Zij stonden onder leiding van Vicente Genaro de Queseda. Tijdens de slag dekten zij de aftocht van de hoofdmacht van het Spaanse leger waardoor de hertog met zijn leger kon vluchten.